# Национальный консультативный совет по объединению
Национальный консультативный совет по объединению — государственное агентство при правительстве Республики Корея, созданное в 1980 году и направленное на объединение миротворческих усилий граждан и правительства по разработке и реализации политики мирного воссоединения Кореи, а также согласно Статье 68 Конституции Республики Корея консультировать Президента Республики Корея и его кабинет министров по вопросам объединения, в сотрудничестве с Министерством Объединения.
В 2011 году правительство Южной Кореи объявило план по созданию $50-миллиардного фонда для объединения с Севером.